# Valmeyer
Valmeyer ist eine Stadt (mit dem Status „Village“) im Monroe County im Westen des US-amerikanischen Bundesstaates Illinois. Das U.S. Census Bureau hat bei der Volkszählung 2020 eine Einwohnerzahl von 1.233 ermittelt.
Valmeyer liegt im Metro-East genannten östlichen Teil der Metropolregion Greater St. Louis um die Stadt St. Louis im benachbarten Missouri.

## Geografie
Valmeyer liegt im südlichen Vorortbereich von St. Louis rund fünf Kilometer östlich des Mississippi, der die Grenze zu Missouri bildet. Valmeyer liegt auf 38°18′20″ nördlicher Breite und 90°16′35″ westlicher Länge. Die Stadt erstreckt sich über 9 km².
Der Ort liegt im Westen des Monroe County im Precinct 20, einem der Distrikte, in die das County eingeteilt ist.
Benachbarte Orte von Valmeyer sind Columbia (24,7 km nordöstlich), Waterloo (15,8 km östlich) und Maeystown (14,9 km südöstlich). Das Zentrum der Stadt St. Louis liegt 44,1 km nordnordöstlich.

## Verkehr
Im Zentrum von Valmeyer befindet sich der westliche Endpunkt der Illinois State Route 156. Alle weiteren Straßen sind County Roads oder weiter untergeordnete innerstädtische Verbindungsstraßen.
Durch Valmeyer verläuft eine entlang des Mississippi nach Süden führende Eisenbahnlinie der Union Pacific Railroad.
Der St. Louis Downtown Airport liegt 42,1 km nordnordöstlich, der größere Lambert-Saint Louis International Airport liegt 66 km nördlich von Valmeyer.

## Demografische Daten
Nach der Volkszählung im Jahr 2010 lebten in Valmeyer 1263 Menschen in 434 Haushalten. Die Bevölkerungsdichte betrug 140,3 Einwohner pro Quadratkilometer. In den 434 Haushalten lebten statistisch je 2,91 Personen.
Ethnisch betrachtet setzte sich die Bevölkerung zusammen aus 98,0 Prozent Weißen, 0,2 Prozent Afroamerikanern, 0,1 Prozent amerikanischen Ureinwohnern, 0,2 Prozent Asiaten sowie 0,4 Prozent aus anderen ethnischen Gruppen; 1,0 Prozent stammten von zwei oder mehr Ethnien ab. Unabhängig von der ethnischen Zugehörigkeit waren 1,4 Prozent der Bevölkerung spanischer oder lateinamerikanischer Abstammung.
31,9 Prozent der Bevölkerung waren unter 18 Jahre alt, 59,6 Prozent waren zwischen 18 und 64 und 8,5 Prozent waren 65 Jahre oder älter. 50,7 Prozent der Bevölkerung war weiblich.
Das mittlere jährliche Einkommen eines Haushalts lag bei 66.619 USD. Das Pro-Kopf-Einkommen betrug 23.782 USD. 2,9 Prozent der Einwohner lebten unterhalb der Armutsgrenze.